# 诺达尔·库马里塔什维利

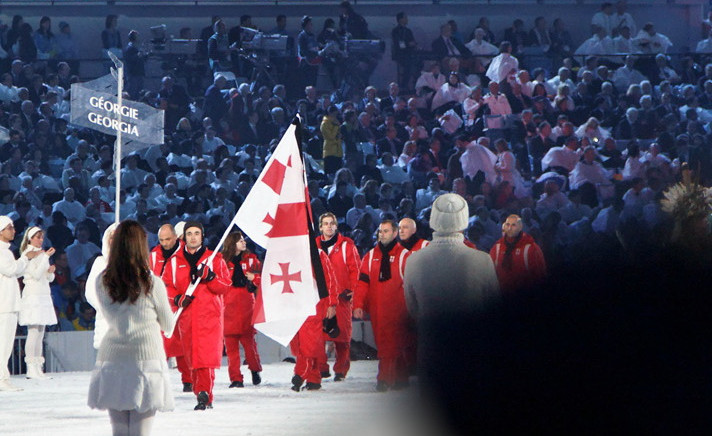
格鲁吉亚运动员入场时的情况

诺达尔·库马里塔什维利（羅馬化：Nodar Kumaritashvili，1988年11月25日—2010年2月12日），出生于原苏联的格鲁吉亚苏维埃社会主义共和国的波尔若米，格鲁吉亚雪橇运动员。2010年冬季奧運开幕的几小时前，在惠斯勒训练中意外摔伤，送醫後不治。
在随后举行的开幕式上，全场默哀一分钟，奥委会会旗也降半旗致哀，而格鲁吉亚运动员入场时都围上黑颈巾，国旗上也挂上黑色布条，表达哀思。

## 外部連結
- Nodar Kumaritashvili - Luge Athletes : Vancouver 2010 Winter Olympics（页面存档备份，存于），2010年冬季奧運會的選手簡介